# Théodore-Jules Cazot
Théodore-Jules Joseph Cazot, född 11 februari 1821, död 27 november 1912, var en fransk politiker.
Cazot var advokat i Paris från 1848, därefter advokat i Nîmes 1859-1870. Han blev 1871 medlem av nationalförsamlingen, där han anslöt sig till L’union républicaine, vars ledare han blev. Från 1875 var Cazot medlem av senaten för livstiden, och om vartannat var han sedan justitieminister i ministärerna Freycinet, Ferry och Gambetta (1879–1882). Han hade stor del i lagstiftningen mot de andliga ordnarna. 1883 blev han president i kassationsdomstolen, och måste 1884 avgå på grund av inblandning i ett svindelföretag. Han var medlem av de politiska domstolar, som dömde Georges Boulanger (1890) och Paul Déroulède (1899).